# Liste sowjetischer Presseerzeugnisse
Liste sowjetischer Zeitungen und Zeitschriften:
- Argumenty i Fakty
- Bakinski Rabotschi
- Bednota
- Donezki Proletari
- Ejnikejt
- Iswestija
- Kommunist
- Komsomolskaja Prawda
- Krasnaja Swesda
- Literaturnaja gaseta
- Moskowski Komsomolez
- Perets'
- Pionerskaja Prawda
- Prawda
- Rabotschi i Soldat
- Rabotschi
- Rahva Hääl
- Sovetskaja Latvija
- Sovetskaja Rossija
- Sovetskiy Sakhalin
- Sovjet Sport
- Trud (Russland)